# Выдрино (Новгородская область)
Вы́дрино — деревня в Окуловском муниципальном районе Новгородской области, относится к Боровёнковскому сельскому поселению.
Деревня расположена на Валдайской возвышенности, в 13 км к северо-западу от Окуловки (25 км по автомобильной дороге), до административного центра сельского поселения — посёлка Боровёнка 4 км (5 км по автомобильной дороге).
В 2 км к северо-востоку находится близлежащая деревня — Новая Давыдовщина.
| 2010 |
| ---- |
| 1    |

## История
В Новгородской губернии деревня была приписана к Заозёрской волости Крестецкого уезда, а с 30 марта 1918 года Маловишерского уезда.

## Транспорт
Ближайшая железнодорожная станция расположена на главном ходу Октябрьской железной дороги — в Боровёнке.